# S/2011 J 3
S/2011 J 3 — невеликий зовнішній природний супутник Юпітера, відкритий Скоттом Шеппардом 27 вересня 2011 року за допомогою 6,5-метрового телескопа Магеллана-Бааде в обсерваторії Лас-Кампанас, Чилі. Центр малих планет оголосив про це через чотири роки, 20 грудня 2022 року, після того, як спостереження були зібрані протягом досить тривалого періоду часу, щоб підтвердити орбіту супутника. Супутник був знайдений під час попередніх спостережень ще 27 березня 2003 року.
S/2011 J 3 є частиною групи Гімалії, тісного скупчення проградних, нерегулярних супутників Юпітера, які рухаються за орбітами, подібними до Гімалії, за великими напіввісями між 11–12 мільйонами км і нахилом орбіти 28,65°. З орієнтовним діаметром 3 км при абсолютній зоряній величині 16,3 він є одним з найменших відомих членів групи Гімалія.